# Д'юберрі
Д'юберрі (англ. Dewberry) — село в Канаді, у провінції Альберта, у складі муніципального району Верміліон-Рівер.

## Населення
За даними перепису 2016 року, село нараховувало 186 осіб, показавши скорочення на 7,5%, порівняно з 2011-м роком. Середня густина населення становила 226,3 осіб/км².
З офіційних мов обидвома одночасно не володів жоден з жителів, тільки англійською — 185. Усього 10 осіб вважали рідною мовою не одну з офіційних.
Працездатне населення становило 80 осіб (59,3% усього населення), рівень безробіття — 12,5% (0% серед чоловіків та 0% серед жінок). 87,5% осіб були найманими працівниками, а 12,5% — самозайнятими.
Середній дохід на особу становив $12 013 (медіана $12 002), при цьому для чоловіків — $12 013, а для жінок $12 013 (медіани — $12 002 та $12 002 відповідно).
17,9% мешканців мали закінчену шкільну освіту, не мали закінченої шкільної освіти — 50%, 28,6% мали післяшкільну освіту0.
| Статево-вікова структура населення | Статево-вікова структура населення | Статево-вікова структура населення | Статево-вікова структура населення | Статево-вікова структура населення |
| ---------------------------------- | ---------------------------------- | ---------------------------------- | ---------------------------------- | ---------------------------------- |
|                                    |                                    |                                    |                                    |                                    |
| Всього                             | Всього                             | 54,1%45,9%                         |                                    |                                    |
| 0 — 14 років                       | 0 — 14 років                       |                                    | 14,3%                              | 14,3%                              |
| 15 — 64 років                      | 15 — 64 років                      |                                    | 68,6%                              | 68,6%                              |
| 65 і більше                        | 65 і більше                        |                                    | 17,1%                              | 17,1%                              |
| Середній вік (років)               | Середній вік (років)               | 41,140,6                           | 40,9                               | 40,9                               |
| Медіана (років)                    | Медіана (років)                    | 42,540,5                           | 41,0                               | 41,0                               |
| — чоловіки — жінки                 |                                    |                                    |                                    |                                    |

| Походження мешканців:     | Походження мешканців:     | Походження мешканців: | Походження мешканців: | Походження мешканців: |
| ------------------------- | ------------------------- | --------------------- | --------------------- | --------------------- |
| Походження                |                           |                       | осіб                  | %                     |
| Корінні американці        | Корінні американці        |                       | 25                    | 14.29%                |
| Інше північноамериканське | Інше північноамериканське |                       | 35                    | 20%                   |
| Європейське               | Європейське               |                       | 150                   | 85.71%                |
| британське                | британське                |                       | 95                    | 54.29%                |
| французьке                | французьке                |                       | 35                    | 20%                   |
| українське                | українське                |                       | 45                    | 25.71%                |

| Зайнятість населення за галузями (за класифікацією NOC): | Зайнятість населення за галузями (за класифікацією NOC): | Зайнятість населення за галузями (за класифікацією NOC): | Зайнятість населення за галузями (за класифікацією NOC): | Зайнятість населення за галузями (за класифікацією NOC): |
| -------------------------------------------------------- | -------------------------------------------------------- | -------------------------------------------------------- | -------------------------------------------------------- | -------------------------------------------------------- |
|                                                          |                                                          |                                                          |                                                          |                                                          |
| Природничі та прикладні науки                            | Природничі та прикладні науки                            |                                                          | 12,5%                                                    | 12,5%                                                    |
| Роздрібна торгівля та послуги                            | Роздрібна торгівля та послуги                            |                                                          | 25%                                                      | 25%                                                      |
| Гуртова торгівля, транспорт та обладнання                | Гуртова торгівля, транспорт та обладнання                |                                                          | 43,8%                                                    | 43,8%                                                    |

## Клімат
Середня річна температура становить 1,7°C, середня максимальна – 21,7°C, а середня мінімальна – -23,3°C. Середня річна кількість опадів – 394 мм.
| Клімат поселення                              | Клімат поселення | Клімат поселення | Клімат поселення | Клімат поселення | Клімат поселення | Клімат поселення | Клімат поселення | Клімат поселення | Клімат поселення | Клімат поселення | Клімат поселення | Клімат поселення | Клімат поселення |
| Показник                                      | Січ.             | Лют.             | Бер.             | Квіт.            | Трав.            | Черв.            | Лип.             | Серп.            | Вер.             | Жовт.            | Лист.            | Груд.            |                  |
| Середній максимум, °C                         | −9,7             | −5,72            | 0,20             | 10,33            | 17,33            | 21,72            | 21,15            | 20,38            | 14,81            | 8,67             | −2,14            | −9,99            |                  |
| Середня температура, °C                       | −16,5            | −12,51           | −6,6             | 3,52             | 10,53            | 14,93            | 16,73            | 16,00            | 10,40            | 4,26             | −6,56            | −14,41           |                  |
| Середній мінімум, °C                          | −23,29           | −19,3            | −13,38           | −3,25            | 3,74             | 8,14             | 12,32            | 11,55            | 5,99             | −0,16            | −10,98           | −18,82           |                  |
| Норма опадів, мм                              | 20               | 10               | 18               | 25               | 38               | 68               | 73               | 57               | 35               | 15               | 17               | 18               |                  |
| Середньомісячна швидкість вітру, м/с          | 3.90             | 4.00             | 4.00             | 4.30             | 4.10             | 3.80             | 3.50             | 3.40             | 3.70             | 4.00             | 4.10             | 4.00             |                  |
| Середньомісячна сонячна радіація, кДж/м²·день | 3516             | 7194             | 12484            | 17536            | 21071            | 22172            | 22403            | 18600            | 12545            | 7457             | 3767             | 2565             |                  |
| --------------------------------------------- | ---------------- | ---------------- | ---------------- | ---------------- | ---------------- | ---------------- | ---------------- | ---------------- | ---------------- | ---------------- | ---------------- | ---------------- | ---------------- |
| Джерело:                                      |                  |                  |                  |                  |                  |                  |                  |                  |                  |                  |                  |                  |                  |